# Veikkausliiga de 2012
A Veikkausliiga de 2012 foi a octogésima segunda edição da principal divisão do futebol finlandês. A disputa apresentou um regulamento semelhante dos anos anteriores, sendo composta por três turnos de pontos corridos.
O título desta edição ficou com o Helsingin JK, obtido com uma vantagem de seis ponto em relação ao segundo colocado, o Inter Turku. Este foi o vigésimo quinto título do clube na história da competição e o quarto conquistado de forma consecutiva. A conquista também rendeu uma vaga na Liga dos Campeões. O pódio, por sua vez, foi completado por TPS. O segundo e o terceiro colocados conquistaram as vagas para a Liga Europa do ano seguinte. Outras duas vagas para esta competição foram disponibilizadas para IFK Mariehamn e Honka; o primeiro alcançou a qualificação pelo ranking fair-play da União das Associações Europeias de Futebol (UEFA), enquanto o segundo venceu a Copa da Finlândia. Por fim, o único integrante despromovido para a Ykkönen de 2013 foi o Haka.

## Classificação
| Pos. | Equipes               | P  | J  | V  | E  | D  | GP | GC | SG  | Classificação ou rebaixamento                               |
| ---- | --------------------- | -- | -- | -- | -- | -- | -- | -- | --- | ----------------------------------------------------------- |
| 1    | HJK                   | 64 | 33 | 19 | 7  | 7  | 63 | 33 | +30 | Campeão e classificado para a Liga dos Campeões de 2013–14. |
| 2    | Inter Turku           | 58 | 33 | 17 | 7  | 9  | 57 | 42 | +15 | Classificado para a Liga Europa da UEFA de 2013–14.         |
| 3    | TPS                   | 54 | 33 | 16 | 6  | 11 | 55 | 33 | +22 | Classificado para a Liga Europa da UEFA de 2013–14.         |
| 4    | IFK Mariehamn         | 51 | 33 | 13 | 12 | 8  | 50 | 43 | +7  | Classificado para a Liga Europa da UEFA de 2013–14.         |
| 5    | Lahti                 | 50 | 33 | 16 | 2  | 15 | 45 | 49 | −4  |                                                             |
| 6    | Myllykosken Pallo -47 | 49 | 33 | 13 | 10 | 10 | 39 | 33 | +6  |                                                             |
| 7    | Honka                 | 43 | 33 | 12 | 7  | 14 | 37 | 38 | −1  | Classificado para a Liga Europa da UEFA de 2013–14.         |
| 8    | VPS                   | 43 | 33 | 12 | 7  | 14 | 36 | 38 | −2  |                                                             |
| 9    | JJK Jyväskylä         | 40 | 33 | 12 | 4  | 17 | 54 | 65 | −11 |                                                             |
| 10   | KuPS                  | 36 | 33 | 10 | 6  | 17 | 39 | 53 | −14 |                                                             |
| 11   | FF Jaro               | 33 | 33 | 8  | 9  | 16 | 28 | 51 | −23 |                                                             |
| 12   | Haka                  | 32 | 33 | 9  | 5  | 19 | 32 | 57 | −25 | Rebaixado para a Ykkönen de 2013.                           |

- Fonte: Veikkausliiga.com